# Chanel (chó)
Chanel (6 tháng 5 năm 1988 - 28 tháng 8 năm 2009) là một con chó cái thuộc giống chó Dachshund đến từ Hoa Kỳ, từng giữ kỷ lục Guinness thế giới với tư cách là con chó già nhất thế giới. Nó qua đời ở tuổi 21 vào ngày 28 tháng 8 năm 2009.

## Tiểu sử
Chanel chỉ mới 6 tuần tuổi khi bà Shaughnessy, một bà mẹ đơn thân vào thời điểm đó, nhận nuôi Chanel từ một nơi trú ẩn động vật trong khi phục vụ với Quân đội Hoa Kỳ tại Newport News, Virginia, năm 1988.
Cùng với chủ sở hữu của mình, Chanel đã dành sáu năm ở Đức trong khi Shaughnessy đang làm nhiệm vụ. Trong những năm cuối đời, nó đeo kính râm do bệnh đục thủy tinh thể, được di chuyển bằng xe đẩy vì nó không còn có thể đi bộ đường dài mà không gặp khó khăn và thích áo len vì nhạy cảm với cái lạnh.
Chanel qua đời vì nguyên nhân tự nhiên vào ngày 28 tháng 8 năm 2009, tại nhà của nó ở ga Port Jefferson, New York, ở tuổi 21. Chanel đã được hỏa táng sau khi qua đời. Sky News đã báo cáo nhầm rằng Chanel đã chết vào tháng 1 năm 2010, trên thực tế họ đã nhầm lẫn Chanel với chú chó được Sách Kỷ lục Guinness Thế giới công nhận là con chó già nhất sau khi Chanel qua đời là Otto. Điều này khiến các trang web tin tức khác cũng mắc lỗi tương tự, bao gồm Shortnews.com.